# 趙宗詠
趙宗詠，北宋宗室。宋太宗曾孙，赵元份之孙，赵允让第七子，宋英宗的哥哥。
元符二年（1099年），嗣濮王赵宗汉上言，故兄趙宗詠等六墳比諸王有降損，请求追贈。宋哲宗下詔，故贈寧海軍節度使、忻國公赵宗詠特追封餘杭郡王。

## 诸子
- 赵仲晔，东阳郡公，谥荣顺
- 赵仲山，富水侯